# مارين أيرلند
 مارين إيفون أيرلندا (بالإنجليزية: Marin Ireland)‏ (مواليد 30 أغسطس 1979) ممثلة سينمائية وتلفزيونية ومسرحية أمريكية .

## الأعمال

### أفلام
| السنة | العنوان                | الدور         |
| ----- | ---------------------- | ------------- |
| 2004  | المرشح المنشوري        | ناسخة الجيش   |
| 2007  | أنا أسطورة             | امرأة مهجرة   |
| 2008  | ريتشل تتزوج            | أنجيلا بايلين |
| 2008  | الطريق الثوري          | ضيفة الحفل    |
| 2012  | غرف الفندق 28          | امرأة         |
| 2012  | ينابيع الأمل           | مولي          |
| 2013  | آثار جانبية            | زائره منزعجة  |
| 2015  | عائلة فانج             | سوزان كروسبي  |
| 2016  | الجحيم والماء العالي   | ديبي هوارد    |
| 2017  | ذا سترانج وانس         | كريستال       |
| 2018  | سوء تعليم كاميرون بوست | بيثاني        |
| 2019  | الأيرلندي              | دولوريس شيران |
| 2023  | إيلين                  | آن بولك       |
| 2023  | البعبع                 | ريتا بيلينغز  |
| 2025  | ماديون                 |               |

## روابط خارجية
- مارين أيرلند على موقع IMDb (الإنجليزية)
- مارين أيرلند على موقع ألو سيني (الفرنسية)
- مارين أيرلند على موقع ميوزك برينز (الإنجليزية)
- مارين أيرلند على موقع أول موفي (الإنجليزية)
- مارين أيرلند على موقع قاعدة بيانات برودواي على الإنترنت (الإنجليزية)
- مارين أيرلند على موقع قاعدة بيانات الأفلام السويدية (السويدية)
- مارين أيرلند على موقع قاعدة بيانات الفيلم (الإنجليزية)
- مارين أيرلند على موقع كينوبويسك (الروسية)